# 全歐最酷線上藥頭
《全歐最酷線上藥頭》（英語：How to Sell Drugs Online (Fast)）是一部德國成長喜劇劇情影集。由馬克西米利安·蒙特、丹尼路·卡姆珀里迪斯、萊娜·克倫克、達米恩·哈東主演，由菲利普·凱斯鮑爾 (德語：Philipp Käßbohrer) 和馬提亞斯·莫爾曼 (德語：Matthias Murmann) 共同創造。第一季於2019年5月31日播出，第二季則於2020年7月21日，每季共六集，皆由Netflix發行。2020年7月28日，Netflix宣佈續訂第三季。故事以倒敘的訪談方式，帶出主角為何從一個平凡高中生躍升成為線上藥頭。第三季已於2021年7月27日播出。第四季已于2025年4月8日播出。

## 來源
1. ↑  . Deadline.   [2021-05-23]. （原始内容存档于2021-02-05）.
2. ↑  . Netflix.   [2021-05-23]. （原始内容存档于2021-06-16）.
3. ↑  Aayush Sharma. . meaww.   [2021-07-08]. （原始内容存档于2021-07-09）.